# Sauromatès II du Bosphore
Pour les articles homonymes, voir Sauromatès.
Tiberius Julius Sauromates Philocaesar Philoromaios Eusebes (en grec moderne : Τιβέριος Ἰούλιος Σαυροματης Φιλόκαισαρ Φιλορώμαίος Eυσεbής), plus connu sous le nom de Sauromatès II (en grec moderne : Σαυροματης Βʹ), mort vers 210-211, est un roi du Bosphore de la dynastie Tibérienne-Julienne qui règne d'environ 173-174 à 210-211.

## Biographie

### Origine
Sauromatès II est le fils du roi Tibérius Julius Rhœmétalcès. Il se présente comme  un « descendant d'Héraklès et de Poséidon » et il succède comme roi à Tibérius Julius Eupator, qui semble être son oncle.

### Règne
Le règne de Sauromatès II est contemporain des empereurs romains Marc Aurèle, Commode, Pertinax, Didius Julianus, Septime Sévère et Caracalla.
Son nom est mentionné dans une inscription relevée sur le socle d'une statue qui lui est consacrée par Ioulios Menestratos, archikoitoneitès (i.e. « grand chambellan »).

« [...] Au descendant d'ancêtres-rois, au Grand-roi Tiberios Ioulios Sauromatès fils du roi Rhoimetalkès, ami de César et ami des Romains, le pieux, l'ami de sa patrie, archiprêtre des Augustes à vie, bienfaiteur de sa patrie, fondateur [...]. »

Une autre inscription datée de 194 ap. J.-C. célèbre sa victoire sur les Scythes et le traité qui lui a permis d'acquérir la « Taurica » sur les vaincus. Sur ses monnaies, il est nommé « ΒΑΣΙΛΕΩΣ ΣΑΥΡΟΜΑΤΟΥ » (i.e. « roi Sauromatès ») et comme ses ancêtres, il se qualifie de Philocaesar Philoromaios Eusebes (i.e. « ami de César, ami des Romains, pieux »).

## Famille

### Mariage et enfants
De son union avec une femme inconnue, il eut :
- Rhescuporis II, connu par une inscription datée de 220 faite par Beibios, fils d'Achaimenès, petit-fils de Beibios, lors de la restauration d'un portique[6].

## Galerie

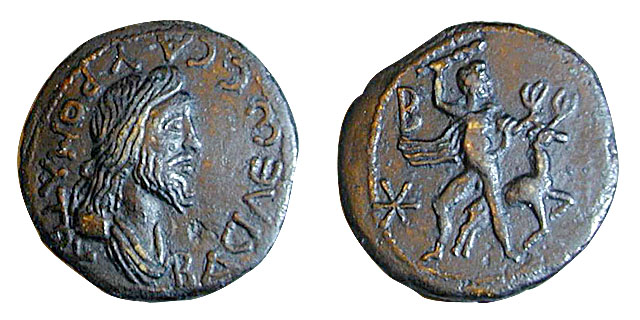
Monnaie de Sauromatès II présentée au Musée numismatique d'Odessa.
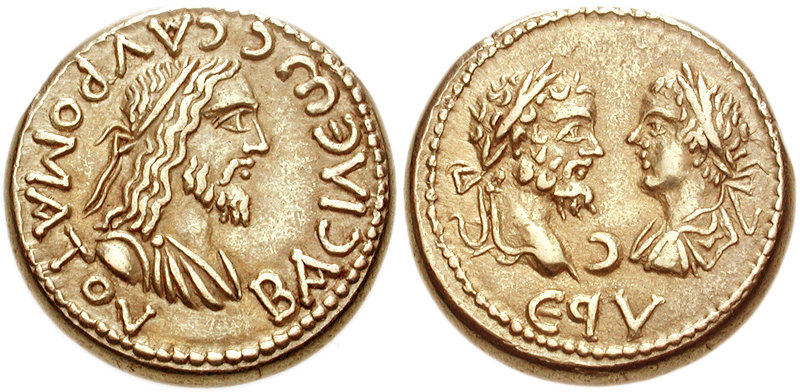
Monnaie représentant Sauromatès II (côté pile) ainsi que les empereurs romains Septime Sévère et Caracalla (côté face).